# Museu Pinet
El Museu Pinet era una institució museística que estava ubicada a Vallfogona de Riucorb, a la Conca de Barberà. Va ser inaugurat el 2002, amb l'objectiu de conservar, estudiar i difondre l'obra artística d'Enric Pinet i Pàmies, (Tarragona,1912- Barcelona,1974) un pintor post-impressionista català.
El museu ocupava un edifici de tres plantes, de pedra, que durant els segles xviii i xix va ser el forn del poble. Durant el segle xx es va fer servir com a centre cultural de la Fundació Roger de Belfort juntament amb la Casa del Rector, fins que els hereus de Pinet en feren un museu. A la planta del museu es podia veure una exposició permanent de ceràmica popular. A les dues plantes superiors es podien visitar diverses sales amb l'obra del pintor Enric Pinet i Pàmies. Va tancar-se com a museu cap al 2015.